# Cinépolis
Cinépolis est une société mexicaine d’exploitation de salles de cinéma fondée en 1947 et présente dans 12 pays avec 4 348 salles de projection répartis dans 506 complexes.